# Familienjuwelen (Central Intelligence Agency)
Familienjuwelen (oder Kronjuwelen beziehungsweise Familienschmuck, bekannt in den USA als „family jewels“) ist der informelle Name einer Aktensammlung von Berichten über illegale und moralisch bedenkliche Aktivitäten des amerikanischen Geheimdienstes Central Intelligence Agency (CIA). Die Sammlung besteht aus insgesamt 693 Seiten über meist ungesetzliche Operationen der Behörde, welche im Zeitraum der 1950er bis Mitte der 1970er Jahre ausgeführt wurden. Ihre Existenz wurde in der Vorweihnachtszeit des Jahres 1974 nach kleinteiligem Zusammentragen von Bestandteilen über Monate hinweg durch den Investigativjournalisten und Muckraker Seymour Hersh in einem Headline-Artikel der New York Times der Öffentlichkeit erstmals offenbart.
CIA-Direktor James R. Schlesinger erteilte 1973 im Rahmen der Watergate-Affäre den Auftrag zur Zusammenstellung der Unterlagen, um einen Überblick über derartige Aktionen zu erlangen. Die Fertigstellung und Übergabe erfolgte jedoch erst an dessen Amtsnachfolger William Colby. Colby bezeichnete die Berichtssammlung als die „Leichen“ in den CIA-Aktenschränken. Henry Kissinger nannte den Bericht ein „Horrorbuch“. In den Vereinigten Staaten wird in diesem Zusammenhang auch von den „Skeletons“ (dt. Skelette) gesprochen.
Das National Security Archive, eine Nichtregierungsorganisation, forderte 1991 die Freigabe der Dokumente nach dem Freedom of Information Act (FOIA). Zu diesem Zeitpunkt war die 30-Jahres-Sperrfrist, erhoben durch die Executive Order (EO) on security classification (dt. Geheimhaltungsgrad), erlassen durch US-Präsident Richard Nixon, abgelaufen. Seit dem Antrag auf Freigabe sperrte sich die CIA gegen die Herausgabe, bevor die in Teilen zensierten Unterlagen schließlich im Jahre 2007 veröffentlicht wurden. Die Berichtssammlung ist Teil von rund 27 Millionen Dokumenten der CIA, die Stück für Stück veröffentlicht wurden, nachdem Bill Clinton 1995 die EO 12958 unterzeichnet hatte. Es war bis zum Zeitpunkt der Freigabe zugleich der älteste anhängige FOIA der CIA.

## Hintergrund
Im Jahre 1947 entwarf Clark M. Clifford den National Security Act. Mit dem Gesetz wurde die Neuausrichtung der amerikanischen Sicherheits- und Verteidigungspolitik nach dem Ende des Zweiten Weltkriegs auf institutioneller Ebene vollzogen. Es war zugleich die Charta zur Grundlage der neu geschaffenen CIA, des ersten Nachrichtendienstes der Vereinigten Staaten in Friedenszeiten. Der Politikwissenschaftler John Prados vom National Security Archive führt dazu aus, dass die Charta, als sie 1947 geschrieben wurde, dem Dienst ausdrücklich keine Polizeigewalt gab und ebenso ausdrücklich verbot, innerhalb der Vereinigten Staaten aktiv zu werden.
Im August 1964 veranlasste der „Tonkin-Zwischenfall“ im Golf von Tonkin die US-Regierung, durch Entsendung von Truppen in den Vietnamkrieg einzugreifen. Der Kriegseinsatz war jedoch umstritten. Schon vor Kriegseintritt hatte die CIA Einsätze wie Operation 34A durchgeführt, um im Rahmen der antikommunistischen Rollback-Politik von Präsident John F. Kennedy, die durch seinen Nachfolger Lyndon B. Johnson fortgesetzt wurde, Vietnam nicht dem Kommunismus preiszugeben. Mit den Ereignissen ab Beginn der Tet-Offensive im Januar 1968 bis in den September kam es zur Neubewertung des Kriegseinsatzes in der amerikanischen Öffentlichkeit. Auch sorgte die Enthüllung von US-Kriegsverbrechen im vietnamesischen Dorf Mỹ Lai durch den investigativen Journalisten Seymour Hersh ab November 1969 für einen Meinungsumschwung (siehe Massaker von Mỹ Lai). Zudem machten die Aufdeckungen durch die Pentagon-Papiere am 13. Juni 1971 Schlagzeilen, die die heimliche Geschichte des Vietnamkriegs beleuchteten. Die CIA war überdies an Überwachungen der Antikriegsbewegung beteiligt, die gegen den Vietnamkrieg protestierte und in ihrem Ansinnen eines Abzugs der US-Truppen aus Vietnam bestärkt wurde.
Anfang 1971 erreichte die verheimlichte Überwachung innerhalb des Regierungsapparats unter Präsident Richard Nixon einen Höhepunkt; das Staatsoberhaupt wie auch Henry Kissinger, als Berater des Präsidenten zuständig für die „nationale Sicherheit“, hörten engste Berater und Journalisten ab. Richard Nixon beauftragte seinen leitenden Mitarbeiter für innenpolitische Angelegenheiten, John Ehrlichman, eine Gruppe aufzustellen, um undichte Stellen aufzuspüren, an denen Insiderwissen über Regierungsaktivitäten nach außen drang. Diese sind in den Vereinigten Staaten bekannt als die „Plumbers“ (dt. Klempner). Am 17. Juni 1972 wurde CIA-Direktor Richard Helms informiert, dass in die Landeszentrale der Demokratischen Partei am Watergate in der Hauptstadt Washington eingebrochen worden war. Der ehemalige CIA-Mitarbeiter James McCord war in der Gruppe von Einbrechern. Auch Howard Hunt, ebenso Ehemaliger, sei in den Einbruch verstrickt, lautete die Nachricht. McCord war Experte für elektronische Spionage und arbeitete wie Hunt für Präsident Nixon im „Plumbers“-Team. Hierauf informierte Helms das Federal Bureau of Investigation (FBI). Er teilte dem Behördenleiter mit, dass es sich nicht um eine CIA-Operation handele. Am 23. Juni erteilte Richard Nixon der CIA den Befehl, unter Berufung auf die „nationale Sicherheit“ die Untersuchungen des FBI abzublocken. Das FBI ließ die Ermittlungen trotz eindringlicher Worte der CIA nicht fallen, es bestand auf eine schriftliche Anordnung dafür, die der Konsequenzen von Spuren wegen nicht erstellt wurde. Die Einbrecher wurden angeklagt und forderten Schweigegeld. Nixons Berater John Dean schlug daraufhin vor, aus schwarzen Kassen der CIA eine Million US-Dollar zu zahlen. Helms verweigerte diesen Vorschlag. Das FBI nahm die Ermittlungen nach einer Woche Stillstand wieder auf. McCord erhielt die Order auszusagen, er hätte im Auftrag der CIA gehandelt. Die CIA sollte die Konsequenzen für die Taten der „Plumbers“ tragen, der Präsident würde begnadigen. Am 20. Juni erschien in der Washington Post ein Artikel, der die Spur zum Oval Office als Initiator des Einbruchs verfolgte und das Weiße Haus verantwortlich machte, also den Präsidenten Nixon. Die Beweise waren noch sehr dünn, obgleich ein Insider hierfür Wissen preisgab. Das Hausblatt Washingtons, die Post, verfolgte die Verfahren; allen voran die investigativen Journalisten Bob Woodward und Carl Bernstein; sie bildeten damit die Grundlage für eine wachsende öffentliche Meinung über die in diesem Zusammenhang im Weiteren aufgedeckten Geschehnisse.
Am 7. November 1972 gewann Richard Nixon die Wiederwahl zur zweiten Amtszeit. Unzufrieden mit der Arbeit der CIA und ihrem Leiter Richard Helms, eine Verschwörung gegen ihn vermutend und in der Absicht, die Behörde umzustrukturieren, entließ Nixon den Leiter am 20. November. Zum neuen CIA-Direktor berief Nixon am Tag darauf James R. Schlesinger, der ihm von Kissinger am 9. November für die Position vorgeschlagen worden war. Am 10. Januar 1973 begannen die Gerichtsprozesse gegen die Einbrecher. Alle mit Ausnahme von McCord und Liddy plädierten auf schuldig, und alle wurden der Verschwörung, des Einbruchs und des Abhörens für schuldig befunden. Die Verfahren eskalierten; der vorsitzende Richter sprach 30-jährige Freiheitsstrafen aus, deutete aber an, im Gegenzug für sachdienliche Zeugenaussagen die Urteile überdenken zu wollen. McCord arbeitete daraufhin mit der Justiz zusammen, beschuldigte das Komitee zur Wiederwahl des Präsidenten und gab zu, einen Meineid geleistet zu haben. Wären die Angeklagten schuldig gesprochen worden, so hätte die Watergate-Affäre nicht den Status eines Skandals erreicht.
Auf den Einbruch war bis zu diesem Zeitpunkt nur die Washington Post eingegangen. Am 14. Januar 1973 änderte sich dies, da es Seymour Hersh gelang, an seiner Redaktion vorbei einen Headline-Artikel in der New York Times zu platzieren. Hersh schrieb allein bei der Times 40 weitere Artikel über das gesamte Jahr zur Affäre und war nur wenige Schritte hinter den Reportern der Post. Den etablierten Zeitungen folgend nahmen weitere Medien die Berichterstattung auf; es wurde über die in Bruchstücke verstreuten Details berichtet. Schlesinger war der Überzeugung, über alles informiert zu sein, was die CIA zur Watergate-Affäre kannte. Schockiert wurde er jedoch durch ein Protokoll, welches ihm das Gegenteil klarmachte. Howard Hunt war im August 1971 an einem Einbruch in die Praxis eines Psychiaters von Daniel Ellsberg beteiligt gewesen. Das Eindringen zielte darauf ab, diskreditierende Beweise zum geistigen Zustand des Anti-Vietnamkriegs-Aktivisten zu finden. Ellsberg hatte zwei Monate zuvor die Pentagon-Papiere den Medien zugespielt. Weitere Nachforschungen zeigten, dass Bilder zur Ausforschung der Praxis für die Vorbereitung des Einbruchs in CIA-Filmlabors entwickelt worden waren. Des Weiteren tauchte ein Brief von James McCord adressiert an die CIA auf, der als Erpressung des Präsidenten der Vereinigten Staaten ausgelegt werden konnte. Am 9. Mai 1973 fasste Schlesinger den Entschluss, der zu seinem „Vermächtnis mit Sprengkraft“ wurde, und erteilte die Anweisung zum Zusammentragen der so genannten Familienjuwelen:

„Ich habe alle leitenden amtierenden Mitarbeiter der Agency angewiesen, mir umgehend über alle derzeitigen oder früheren Aktivitäten Bericht zu erstatten, denen unterstellt werden könnte, dass sie sich außerhalb des gesetzlichen Rahmens der CIA bewegten.
Ich befehle hiermit jeder Person, die derzeit in einem Beschäftigungsverhältnis bei der CIA steht, mir über sämtliche derartige Aktivitäten, von denen sie Kenntnis hat, Bericht zu erstatten. Ich fordere alle ehemaligen Angestellten auf, das Gleiche zu tun. Von jedem, der über entsprechende Informationen verfügt, erwarte ich, dass er anruft […] und erklärt, er wünscht mich über ‚Aktivitäten außerhalb des gesetzlichen Rahmens‘ zu informieren.“

Ebenfalls an diesem Tag brach das Kabinett Präsident Nixons weg, da die Watergate-Affäre mittlerweile zum Skandal wurde. Wenige Stunden nach Ausgabe der Anweisung erfuhr William Colby, dass Nixons Justizminister Richard G. Kleindienst seinen Rücktritt eingereicht hatte, dass der Verteidigungsminister Elliot L. Richardson es ihm gleichtat und auch Schlesinger seinen Posten räumte. Am 17. Mai 1973 begann der Senat der Vereinigten Staaten mit seiner Untersuchung im Watergate-Ausschuss (eigentlicher Name: Senate Select Committee on Presidential Campaign Activities). William Colby, der 1971 executive director of the CIA geworden war, fiel das Amt als CIA-Direktor in Vertretung zu. Es gab ein solches Durcheinander, dass er erst im September 1973 auf die neue Position vereidigt wurde.
Die treibenden Pressekräfte von Times und Post, also Woodward, Bernstein und Hersh, drangen unter Berufung auf anonyme Quellen immer tiefer in das Geflecht der Verstrickungen ein. Hauptinformant der Zeitung Post war die Quelle Deep Throat, deren wahre Identität erst am 31. Mai 2005 in der Zeitschrift Vanity Fair offenbart wurde. Es war Mark Felt, in dieser Zeit Nummer zwei des FBI. John Dean, Rechtsberater von Präsident Nixon, sagte im Juni 1973 vor dem Watergate-Untersuchungsausschuss aus. Die Presse, so etwa Hersh, berichtete über seine Verwicklungen in den Einbruch bei Ellsberg. Ebenfalls im Juni schockierte Alexander Butterfield Amerika. Im Untersuchungsausschuss teilte er mit, dass Präsident Nixon Gesprächsmitschnitte im Oval Office machen ließ. Zuerst verweigerte Nixon die Herausgabe der Mitschnitte, musste sie nach Gerichtsverfahren aber zugänglich machen. Die Bänder, die das Geschehen vom 23. Juni wiedergeben, wurden als „Smoking-Gun-Tapes“ bekannt und lassen Nixons Mitwissen um die Verwicklung von Regierungsangestellten in den Einbruch sowie die Einleitung der Vertuschungsversuche erkennen. Wegen des Vorwurfs der Bestechlichkeit wurde Vizepräsident Spiro Agnew am 10. Oktober 1973 zum Rücktritt gedrängt; sein Nachfolger wurde Gerald Ford. Noch im selben Monat gestand Agnew ein, dass er 29.500 US-Dollar Einkommen nicht versteuert hatte, es handelte sich dabei um Bestechungsgeld, als er Gouverneur des Bundesstaates Maryland wurde.
Im Februar 1974 wurden Forderungen nach einem Amtsenthebungsverfahren gegen Präsident Nixon laut; der Justizausschuss begann die Prüfung. Der Watergate-Ausschuss veröffentlichte seinen siebenbändigen Bericht mit 1250 Seiten am 27. Juni 1974. Am 9. August 1974 trat Richard Nixon zurück, um der Enthebung zuvorzukommen. Die an die CIA gegebene Anweisung, unter Berufung auf die „nationale Sicherheit“ die Untersuchungen zu behindern, war letztlich zu viel. Gerald Ford wurde gemäß der Verfassung Präsident. Ford gab Nixon eine Begnadigung (im Englischen als Pardon bezeichnet) mit der Proklamation 4311 am 8. September 1974. Damit verbunden war eine volle und bedingungslose Befreiung von Strafverfolgung für „alle Verstöße gegen die Vereinigten Staaten“, die Nixon „begangen hat oder begangen haben mag.“ Der Akt der Vergebung, um die Nation zusammenzuführen, wurde kontrovers aufgenommen. Fords Popularität fiel nach Umfragen von 71 auf 49 Prozent. Ford beließ William Colby im Amt des CIA-Direktors, der auf der Ende 1973 fertiggestellten 693-lose-Seiten-Aktensammlung festsaß. Eine vollständige Aufdeckung der Familienjuwelen bedrohte die Existenz der CIA in der von der Watergate-Affäre geprägten Zeit. Der für Gegenspionage zuständige CIA-Agent James Jesus Angleton erklärte in einer Befragung, warum dieser „Giftschrank“ der CIA nicht vollständig vernichtet worden sei: „Es ist undenkbar, dass ein geheimes Werkzeug der Regierung allen offiziellen Befehlen dieser Regierung Folge leistet.“

## Durchsickern und offizielle Veröffentlichung

### Erstes öffentliches Bekanntwerden
Seymour Hersh, ein investigativer Journalist, kam bereits 1974 bei seinen Nachforschungen zum Watergate-Skandal den Familienjuwelen sehr nah. Er hatte monatelang die Eckdaten der Geschichte zusammengetragen, die zum ersten öffentlichen Bekanntwerden der Familienjuwelen der CIA führte. Im Zuge seiner Recherche von Überwachungen der Antikriegs-Aktivisten, die sich gegen die US-amerikanische Beteiligung am Vietnamkrieg engagierten (amerikanische direkte Beteiligung mit Truppen in den 1960er Jahren bis 1975) hatte er ein Telefonat mit CIA-Direktor William Colby. In diesem sagte Hersh, dass er eine Story hätte, die größer wäre als das Massaker von Mỹ Lai. Colby notierte zum Gespräch, dass Hersh bluffte. Als Hersh kurz darauf durch anonyme Quellen von Colbys Gesprächsnotiz erfuhr, versicherte er ihm in einem weiteren Telefonat, dass er nicht bluffte. Daraufhin gewährte Colby ihm ein lange verwehrtes Interview, welches sie am 20. Dezember führten. Hersh beschrieb darin die Überwachungen als „massiv“, was Colby als übertrieben abtat. Er meinte: „Sie liegen falsch, wenn Sie Ihre Story so schreiben, wie Sie sie skizziert haben“. Er scheiterte aber mit dem Versuch, die Überwachung als bedeutungslosen Vorgang abzutun. Colby schnitt die Unterhaltung heimlich mit. Zwei Tage nach dem Interview veröffentlichte Hersh in der New York Times den Leitartikel: Huge C.I.A. operation reported in U.S. against antiwar forces, other dissidents in Nixon years, in dem er berichtete:

„Die Central Intelligence Agency hat direkt gegen ihre Satzung verstoßen, indem sie während der Nixon-Administration eine massive illegale Inlandsoperation gegen die Antikriegsbewegung und andere Dissidenten-Gruppierungen durchführte, wie hochrangige Regierungsquellen bestätigen.“

### Folgen des Artikels in der New York Times
Am 4. Januar diskutierte Präsident Gerald Ford mit seinem Kabinett das weitere Vorgehen. Richard Helms warnte den Präsidenten:

„Viele Leichen werden ausgebuddelt werden.“

In Folge des Bekanntwerdens einzelner Details durch den Artikel von Hersh machte William Colby den CIA-Mitarbeiter James Jesus Angleton zum „Sündenbock“, um die CIA als Institution zu schützen. Angletons Tarnung wurde aufgedeckt. Es wurde bekannt gemacht, dass er zuvor 20 Jahre lang zusammen mit dem FBI private Briefpost geöffnet hatte sowie mit illegalen inneramerikanischen Überwachungen betraut war. Colby ließ am Weihnachtsabend Henry Kissinger eine fünfseitige Zusammenfassung zukommen. Kissinger beredete sich mit Präsident Ford und es wurde das Justizministerium in Kenntnis gesetzt, namentlich Laurence H. Silberman, dem Ford anbot, die CIA als Direktor zu führen; Silberman lehnte ab.
Vertreter der US-Regierung sahen sich vor dem Hintergrund der Veröffentlichung zum Vietnamkrieg, zur Watergate-Affaire und nun der Anschuldigungen im Zusammenhang mit den Familienjuwelen gezwungen, selber Ermittlungen einzuleiten. Direkt aufgrund der Veröffentlichungen Hershs entstanden drei Untersuchungsausschüsse: die Rockefeller-Kommission, das Church Committee und das Nedzi Committee, welches durch Umstrukturierung zum Pike Committee wurde. Insgesamt gab es zu dieser Zeit damit acht laufende Untersuchungen und Anhörungen zur CIA. Donald Rumsfeld, von Ford zum Verteidigungsminister berufen, machte den Vorschlag, die Rockefeller-Kommission zur Abwehr aller anderen Untersuchungen einzusetzen. Er, Kissinger und Ford stimmten darin überein, dass Schadensbegrenzung das Wichtigste sei. Am 16. Januar 1975 empfing der Präsident Medienvertreter des Landes. Er beschwor sie, im „nationalen Interesse“ und zum Schutz des Rufs der amerikanischen Präsidenten seit Harry S. Truman sei es unerwünscht, die Themen der Kommission in aller Öffentlichkeit „breitzutreten“. In den Ausschüssen vermied man es weitestgehend, auf die Familienjuwelen einzugehen. Die eigentliche Aktensammlung stand den Kommissionen nicht zur Verfügung. Lediglich Operation CHAOS wurde in größerem Umfang öffentlich diskutiert. Dennoch gingen die Kommissionen einer Vielzahl an nachrichtendienstlichen Aktivitäten nicht nur der CIA nach, sondern befassten sich mit der gesamten US-Intelligence Community (dt. Geheimdienstgemeinschaft) also auch der NSA sowie dem FBI.
Wie der Church-Report den Fokus auf das Thema Vorbeugung von Missbrauch von Geheimdiensten legte, wurde über das Ausmaß eine Debatte angestoßen, die die Frage behandelt: Wie viel Information sollte der Öffentlichkeit für eine Diskussion zur Verfügung gestellt werden? Dies geschah in Anbetracht der Tatsache, dass die Offenbarung von internen Abläufen der Gegenspionage anderer Länder zum Vorteil gereichen würde. Eine Gesetzesinitiative zur Ahndung von Geheimnisverrat an ausländische Dienste kam deshalb nicht zustande. Die Medien zweifelten den im Raum stehenden Gesetzesvorschlag an, da sie diesen als Angriff auf Whistleblower, also ihre Quellen, sahen. Für eine „Überwachung von außerhalb“ (eng. „outside oversight“), was einer Prüfung durch Außenstehende entspricht, wurde überlegt, eine neue Institution zu schaffen. Dies geschah jedoch nicht; stattdessen sprach sich die Regierung für die Wahrnehmung der Aufsicht durch das President’s Intelligence Advisory Board (PIAB) aus und erteilte diesem zusätzliche Kompetenzen. Der Kongressabgeordnete Otis G. Pike regte in der nach ihm benannten Kommission zusammen mit Samuel A. Adams eine öffentliche Debatte über den Wert der Nachrichtendienste an. Man diskutierte die Verlässlichkeit von Einschätzungen der Dienste und deren Nutzen für Entscheidungen. Die Untersuchung der Ausschüsse hatten die Einrichtung des United States Senate Select Committee on Intelligence (SSCI) sowie des United States House Permanent Select Committee on Intelligence (HPSCI) als ständigen Geheimdienstausschuss des Senats und des Repräsentantenhauses im Kongress zur Folge. Präsident Gerald Ford verbot sogenannte Executive Actions (politische Morde bzw. extralegale Hinrichtung) per Erlass EO 11905 vom 18. Februar 1976, nach dem im Church Committee die CIA-Mordpläne an Staatsmännern und weiteren Personen wie Fidel Castro untersucht wurden. Präsident Jimmy Carter leitete eine Abschwächung des Erlasses mit der EO 12036 ein. Das Verbot von politischen Morden wurde vom Amtsnachfolger Ronald Reagan 1981 zuerst bekräftigt, er schwächte es aber in einem weiteren Schritt durch die Executive Order 12333 ab.

### Leaks und in Teilen geschwärzte offizielle Veröffentlichung 2007
Weitere Informationen kamen in Salamitaktik an die Öffentlichkeit, jedoch wurden Anfragen von Journalisten und Historikern von der CIA verweigert. Selbst den Zugang zu den Dokumenten unter Berufung auf den neu geschaffenen Freedom of Information Act blockte die Behörde ab. Erst am 25. Juni 2007 wurde die Aktensammlung freigegeben, nachdem CIA-Direktor Michael Hayden dies anlässlich des Treffens der Vereinigung von Historikern für auswärtige amerikanische Beziehungen angekündigt hatte. Die CIA ließ die Dokumentensammlung dem National Security Archive mit folgenden Worten zukommen: „Wir kommen der ältesten anhängigen Anforderung nach dem Freedom-of-Information-Gesetz nach; es ist Ihre. Hier sind sie.“ Ihre Veröffentlichung erweckt Medieninteresse über die gesamte Welt hinweg. Die Zusammenfassung des National Security Archive kommentiert mit den eröffnenden Worten:

„Die Central Intelligence Agency brach 25 Jahre lang ihre Charta, bis die Offenlegung von illegalen Telefonabhörungen, Inlandsüberwachung, Attentats-Verschwörungen und Experimenten an Menschen zu Untersuchungen und Reformen in den 1970ern führte.“

Bereits am 25. Juni veröffentlichte die CIA eine auf ihrer Seite einsehbare Bildversion der Dokumente. Das National Security Archive stellte einen Tag später eine Datei mit durchsuchbarem Text als 27 MB-Download zur Verfügung.
Im Zuge der Veröffentlichung der Familienjuwelen publizierte das National Security Archive mehrere Gesprächsmitschriften, so etwa das Memorandum des Briefings vom 3. Januar 1975. Darin beschrieben ist, wie William Colby Präsident Ford in Kenntnis setzte. Die Mitschrift des Gesprächs vom Folgetag, in dem Kissingers Reaktion dokumentiert ist, wurde ebenfalls zur Verfügung gestellt. Ergänzend wurde das Memorandum des Folgegesprächs von Colby mit Kissinger vom 20. Februar 1975 in der Sache Anschuldigungen wegen Ausspähungen publiziert.

## Bedeutung
Die Familienjuwelen sind nach Meinung von John Prados bedeutsam wegen des ihnen zugrunde liegenden Missbrauchs. Die Untersuchungen, die die Verfehlungen aufarbeiteten, erschufen ein System formeller Aufsicht über Nachrichtendienste. Nach Ansicht von Prados sind die Familienjuwelen zur Metapher geworden für eine bestimmte Kategorie von Operationen, die ordnungsgemäße Grenzen überschreiten.
Die Familienjuwelen der Central Intelligence Agency sind ein kleiner Teil von Dokumenten, die zur allgemeinen Einsicht freigegeben wurden. Präsident Richard Nixon verfügte 1972 die Executive Order on security classification, der zufolge Dokumente nach 10 Jahren freigegeben werden sollten, jedoch bevorrechtigte der Erlass Behörden, Dokumente davon auszunehmen. Das Dekret verfügte die Freigabe nach weiteren 30 Jahren Frist, außer die Führung der Regierungsinstitution beschloss Anderslautendes. In Folge legten Behörden Archive für ihre Dokumente an, deklassifizierten sie aber oftmals nicht. 1995 setzte Präsident Bill Clinton die Executive Order 12958 in Kraft, die bei der CIA etwa 27 Millionen Seiten Dokumentenmaterial offenlegen ließ. Diese befinden sich in der Mehrzahl bei der National Archives and Records Administration (NARA) nahe Washington in der University of Maryland, College Park. Bis 1995 hatten sich geschätzt 700 Millionen Seiten an behördlichen Dokumenten ergeben, die nicht von den Institutionen freigegeben wurden. Der Erlass führte eine „automatische Freigabe“ nach Ablauf von 25 Jahren ein. Erneut gab es aber auch Einschränkungen.

## Inhalt
In der Presse wird die Seitenanzahl der Familienjuwelen der Central Intelligence Agency mit 700 respektive 702 Seiten angegeben, in solchen Fällen ist die Version gemeint, die von der CIA dem National Security Archive übergeben wurde. Der Inhalt der geschwärzten Seiten ist in Teilen durch andere Veröffentlichungen freier dokumentiert als in der Freigabe des Jahres 2007.
Ein Memorandum zum Meeting am 31. Dezember 1974 von CIA-Direktor William Colby mit den Vertretern des Justizministeriums stellt mögliche strafrechtlich relevante Sachverhalte dar und gibt einen Themenüberblick des 693-Seiten-Reports:
1. Arrest eines KGB-Überläufers Juri Nossenko für zwei Jahre – es könnte sich um einen Verstoß gegen das Entführungsgesetz handeln;
2. Telefonüberwachung der Journalisten Robert S. Allen und Paul Scott – bei der Aufzeichnung von Gesprächen wurden Unterhaltungen mit 12 Senatoren und 6 Kongressabgeordneten mitgeschnitten (siehe auch Operation Mockingbird);
3. physische Überwachung des Journalisten und Muckrakers Jack Anderson sowie seiner Mitarbeiter Les Whitten und Brit Hume – Jack Anderson hatte zwei Artikel über CIA-unterstützte Attentatsversuche auf den kubanischen Präsidenten Fidel Castro geschrieben;
4. physische Überwachung des Washington-Post-Reporters Michael Getler (dieser war später Ombudsmann der Washington Post);
5. Einbruch in das Haus einer ehemaligen CIA-Mitarbeiterin, die ein Verhältnis mit einem Kubaner hatte – es wurde nach Dokumenten der CIA gesucht, die die Mitarbeiterin mitgenommen haben könnte, jedoch keine gefunden;
6. Einbruch in das Büro eines ehemaligen Überläufers und CIA-Vertrags-Mitarbeiters – es wurden nach Dokumenten der CIA gesucht, aber keine gefunden;
7. Zugangsverschaffung ohne Verfügungsbeschluss in die Wohnung eines ehemaligen CIA-Mitarbeiters – es wurden Dokumente der CIA sichergestellt, der Mitarbeiter wurde entlassen;
8. Öffnung von Post in die und von der Sowjetunion zwischen 1953 und 1973 (siehe auch: Projekt SRPOINTER und HTLINGUAL sowie Project Shamrock der National Security Agency am JFK-Flughafen);
9. Öffnung von Post in die und von der Volksrepublik China zwischen 1969 und 1972 (wie Postöffnung im Fall der Sowjetunion am San Francisco International Airport);
10. Finanzierung von Forschung zur Verhaltensmodifikation an unwissenden US-Bürgern, einschließlich unwissenschaftlicher, nicht einvernehmlicher Menschenversuche (siehe auch MKULTRA und Psychopharmaka wie LSD und andere Drogen – Akten hierzu wurden schon von Richard Helms und Allan Dulles vernichtet)[7][82];
11. Attentatsplänen gegen den kubanischen Präsidenten Fidel Castro (Harry S. Truman befahl den ersten Mordanschlag, die Planung dazu leitete Robert Kennedy)[83][14], des Weiteren Planung zur Ermordung des kongolesischen Führers Patrice Lumumba, des dominikanischen Präsidenten Rafael Trujillo und des Oberkommandierenden der chilenischen Armee René Schneider;
12. verdeckte Überwachung von Dissidentengruppen zwischen 1967 und 1971 (siehe Projekt RESISTANCE, Projekt MERRIMAC und Operation CHAOS[7]);
13. Überwachung, möglicherweise auch Postöffnung, einer lateinamerikanischen Frau und weiterer US-Bürger in Detroit, die angekündigt hatten, CIA-Direktor Richard Helms und Vizepräsident Spiro Agnew zu töten;
14. Überwachung des ehemaligen CIA-Offiziers und Kritikers der Behörde, Victor Marchetti, der das Buch Die CIA und der Cult of Intelligence schrieb – es sollte in Erfahrung gebracht werden, welche Informanten er innerhalb der CIA hatte;
15. Anhäufung von Akten in einer „9.900 plus“ Liste über US-Bürger der Antikriegsbewegung gegen den Vietnamkrieg in Kooperation mit dem FBI (siehe Projekt RESISTANCE, Projekt MERRIMAC und Operation CHAOS) sowie afroamerikanische Aktivisten (siehe auch Black Panther Party);
16. Polygraphische Experimente in Zusammenarbeit mit dem Sheriff von San Mateo (Kalifornien), um die Wirksamkeit von Lügendetektoren zu testen;
17. Erstellung von gefälschten Ausweisdokumenten mit Decknamen zur Verschleierung der wahren Identität von Personen;
18. testweiser Einsatz von elektronischen Geräten zur Überwachung an US-Telefonleitungen.

Weitere interessante Themen nach Einschätzung des National Security Archive sind:
1. Der Watergate-Einbrecher und CIA-Agent Howard Hunt erbat einen Schlossöffner.
2. CIA-Gegenspionageoffizier James J. Angleton und Angelegenheit der Schulung von Agenten im Auslandseinsatz in Bombenbau, Sabotage und weiterem.
3. Finanzierung von Antikriegsaktivisten durch John Lennon.

### Erwähnung deutscher Teilstaaten in der Aktensammlung
Unter den 693 Seiten der Dokumentensammlung befindet sich ein Abschnitt von fünf Seiten, der die Lage in der DDR im Juli 1953 dokumentiert. Es wird darin auf die Ereignisse eingegangen, die zum Aufstand des 17. Juni hinführten: „Die Sowjetunion hat in Ostdeutschland ihren ersten Test bestanden, indem sie es sich verkniffen hat, ihren aufmüpfigen Satellitenstaat zur Vergeltung gleich niederzuschlagen.“

## Reaktionen auf die Veröffentlichung in 2007

### Implikation
Der Journalist Siegfried Buschschlüter stellt in einem Artikel für das Deutschlandradio fest, dass durch die Dokumente die Ansicht von unabhängigen US-Historikern bestätigt werde, dass die CIA keine eigenmächtigen Handlungen vornahm, sondern stets von den jeweiligen Präsidenten beauftragt wurde. Wie etwa beispielsweise die Anweisung Lyndon B. Johnsons an CIA-Direktor Helms, Beweise zu liefern, die Antikriegsaktivisten seien von kommunistischen Staaten gesteuert, auch gegen Helms’ Einwand, der dies als ungesetzlich einschätzte. Die Auslandsredaktion der Neuen Zürcher Zeitung (NZZ) stellt fest, dass Zeitungskommentatoren das von CIA-Direktor Michael Hayden „gezeichnete Bild einer geläuterten Behörde“ anzweifelten.
Der kubanische Präsident Fidel Castro, mehrmals Ziel politischer Mordversuche, schrieb am 1. Juli 2007 in der kubanischen Zeitung Juventud Rebelde, die USA seien eine „Killer-Maschine“. Er fügte hinzu, die Enthüllung der Dokumente sei ein Versuch der Verschleierung. Verschiedene Geheimdienst-Experten, Historiker und Journalisten sind ebenso der Auffassung, dass die Veröffentlichung der Aktensammlung eine Ablenkung darstellte von der zu diesem Zeitpunkt stattfindenden Kontroverse, die im Zusammenhang mit dem „Krieg gegen den Terror“ geführt wurde und sich auf Aspekte wie etwa Foltervorwürfe in Geheimgefängnissen (siehe auch Abu Ghuraib, Black Sites und Waterboarding), den Abhörprogrammen von Telefonaten und E-Mails sowie einem repressiven Polizeistaat bezog. Die NZZ etwa befand, dass die Geheimdienste in einer rechtlichen Grauzone operieren würden. Die National Security Agency habe ohne richterliche Genehmigung in 2007 geltende Abhörgesetze übertreten. Spätere Direktoren der CIA hätten dann vielleicht einmal Dinge zu beurteilen, „die die CIA nicht hätte tun sollen.“

### Weitere Stimmen
Timothy S. Hardy vom Zentrum für Geheimdienstforschung der CIA meinte, dass nach den Aufdeckungen die Nachrichtendienst-Reformen nicht berücksichtigten, dass der Einfluss des Präsidenten auf die Geheimdienste nicht zu gering war, sondern vielmehr zu viel Macht auf sie ausgeübt werden konnte.
Historiker und Geheimdienstexperten sind über die Schwärzung der 2007 stattgefundenen Herausgabe enttäuscht. Der Journalist David Corn schrieb Mitte 2007 in The Nation, dass ein „Haupt-Juwel“ fehle und geheim gehalten bliebe. Er meint: Hayden, der die Familienjuwelen veröffentlichte, verdiene etwas Anerkennung. Er mag die Öffentlichkeit glauben machen, dass die CIA eine andere wäre, die Veröffentlichung zeige aber, dass es immer noch Geheimnisse aus der Vergangenheit gäbe. Nur die Wächter der CIA wissen, welche Juwelen noch begraben liegen. Amy Zegart, Professorin des Center for International Security and Cooperation (dt. Zentrum für internationale Sicherheit und Zusammenarbeit) der Stanford University schrieb: „angesichts all dieser in einem Dokument aufgezeigten illegalen Aktivitäten sind die verdeckten Abschnitte umso beunruhigender.“ Siegfried Buschschlüter meinte, dass, „so aufschlussreich die freigegebenen Dokumente aus jenen Tagen auch sein mögen […] durch umfangreiche […] Schwärzungen nur ein[…] Ausschnitt“ zu sehen sei und dieser neue Fragen aufwerfe.
In der New York Times stellte der über die Nachrichtendienstgemeinschaft der Vereinigten Staaten berichtende Journalist Scott Shane 2007 fest, dass ein Vergleich des Falls Juri Nossenko zu heutigen Fällen schwer vermeidbar wäre. Die Behörde hielte fast 100 Verdächtige in Übersee fest.
Der Politikwissenschaftler David M. Barrett ist der Auffassung, dass wir „nicht alles [wissen], was die CIA heute so tut, aber [ihm] scheint, wir haben schon genügend Hinweise, um anzunehmen, dass sie heute nicht anders arbeitet.“